# Вабалас, Раймондас
Раймо́ндас Альфо́нсович Ва́балас (лит. Raimondas-Petras Vabalas; 5 марта 1937, Париж — 25 декабря 2001, Вильнюс) — советский и литовский кинорежиссёр и сценарист; заслуженный деятель искусств Литовской ССР (1969).

## Биография
Родился в Париже, (Франция). В возрасте четырёх лет его семья перебралась в Паневежис (Литва), где он окончил среднюю школу. Отец — Альфонсас Вабалас, ставший партизаном, погиб во время Второй мировой войны.
В 1952—1956 годах — актёр и ассистент режиссёра Паневежского драматического театра, одновременно учился в студии при театре.
В 1962 году в Москве окончил режиссёрский факультет ВГИКа (мастерская Л. В. Кулешова и А. С. Хохловой), диплом защитил в 1964 году.
С 1960 года работал на Литовской киностудии, с первых шагов испытывая давление советской цензуры. 

Для творчества режиссёра характерна его чуткость к истории и политической ситуации в стране, а также его поиск новых форм кинематографического самовыражения. Он не пытался произвести впечатление; его кинематографический язык был простым, точным и острым. На протяжении всей своей жизни Вабалас писал и думал об искусстве, людях, мировой истории и политике. Он переосмысливал процессы, которые толкали людей к различным идеологиям и конфликтам, и поэтому его фильмы приобрели универсальность и вес, не теряя связи с местными элементами и настроениями.
— Манте Валюнайте, обозреватель, «Вестник восточноевропейского кино» лето 2016
Член Союза кинематографистов СССР. Первый секретарь Союза кинематографистов Литовской ССР с 1968 по 1973 год.
Скончался 25 декабря 2001 года в Вильнюсе. Похоронен на кладбище Расу.

### Семья
- первая жена — Гражина Баландите (1937—2020), советская и литовская актриса;
- вторая жена — Эльвира Жебертавичюте (род. 1934), советская и литовская актриса[6].

## Фильмография
Режиссёр
- 1961 — Канонада (совместно с А. Жебрюнасом)
- 1962 — Шаги в ночи
- 1964 — Марш! Марш! Тра-та-та!
- 1965 — Не хватает только… фюрера (документальный)[1]
- 1966 — Лестница в небо
- 1969 — Июнь, начало лета
- 1971 — Камень на камень
- 1972 — Подводя черту
- 1975 — Смок и Малыш
- 1977 — К юбилею киностудии (документальный)[1]
- 1977 — Обмен
- 1981 — Встречи с 9 до 9
- 1983 — Полёт через Атлантический океан
- 1989 — Осень приходит лесами

Сценарист
- 1964 — Марш! Марш! Тра-та-та! (совместно с Г. Канович, И. Рудасом)
- 1966 — Лестница в небо (совместно с М. Слуцкисом)
- 1969 — Июнь, начало лета (совместно с И. Мерасом)
- 1971 — Камень на камень (совместно с П. Моркусом)
- 1974 — Дальше — день беспокойный (в соавторстве)[1]
- 1975 — Смок и Малыш (совместно с П. Моркусом)
- 1977 — Обмен
- 1983 — Полёт через Атлантический океан (совместно с Ю. Глинскисом)
- 1989 — Осень приходит лесами

Актёр
- 1962 — Шаги в ночи / заключённый
- 1964 — Марш! Марш! Тра-та-та! / режиссёр
- 1966 — Лестница в небо / эпизод
- 1969 — Июнь, начало лета / эпизод
- 1971 — Камень на камень / эпизод
- 1983 — Полёт через Атлантический океан / пастор

## Награды и звания
- диплом «За лучшую режиссёрскую работу» на III Кинофестивале республик Прибалтики и Белоруссии в Риге (1963) — за фильм «Шаги в ночи» (1962)[1];
- главный приз «Большой янтарь» на VII Кинофестивале республик Прибалтики, Молдавии и Белоруссии в Кишинёве (1967) — за фильм «Лестница в небо» (1966)[1];
- лауреат Государственной премии Литовской ССР (1968) за фильм «Лестница в небо»[5];
- заслуженный деятель искусств Литовской ССР (1969)[7].

## Память
- На доме № 4 по улице Аушрос Варту в Вильнюсе, где с 1986 года проживал кинорежиссёр, в октябре 2007 года установлена памятная доска с барельефом; скульптор — Йонас Норас Нарушявичюс, архитектор — Аудронис Виджюс[8];
- Документальный фильм о кинорежиссёре «Нам удалось поговорить вовремя» (2006, режиссёр Агне Марцинкявичюте)[3].